# Glendale (Arizona)
Glendale – miasto w Stanach Zjednoczonych (Arizona), w dolinie rzeki Salt. Należy do obszaru metropolitalnego Phoenix. 
Według spisu w 2020 roku liczy 248,3 tys. mieszkańców i jest szóstym co do wielkości miastem stanu Arizona. 
Historyczne centrum Glendale, uznane zostało przez USA Today za jedno z dziesięciu najlepszych miejsc na zakupy. 10 km na zachód od miasta znajduje się Baza Sił Powietrznych Luke.

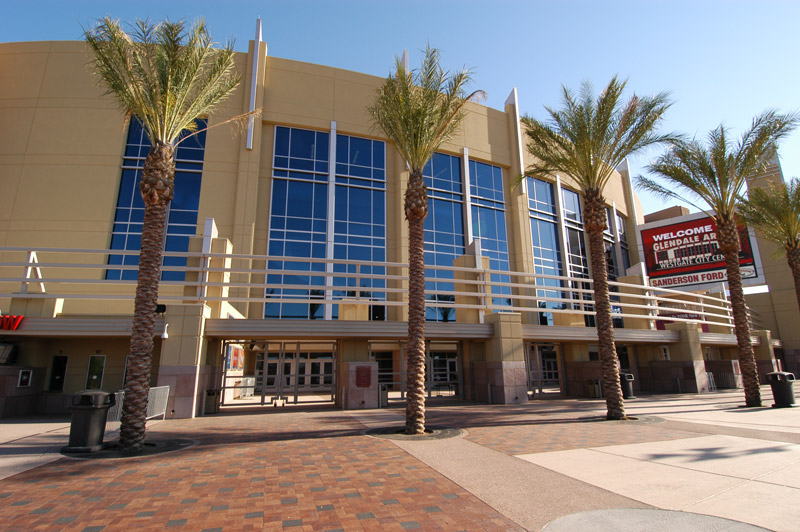
Gila River Arena

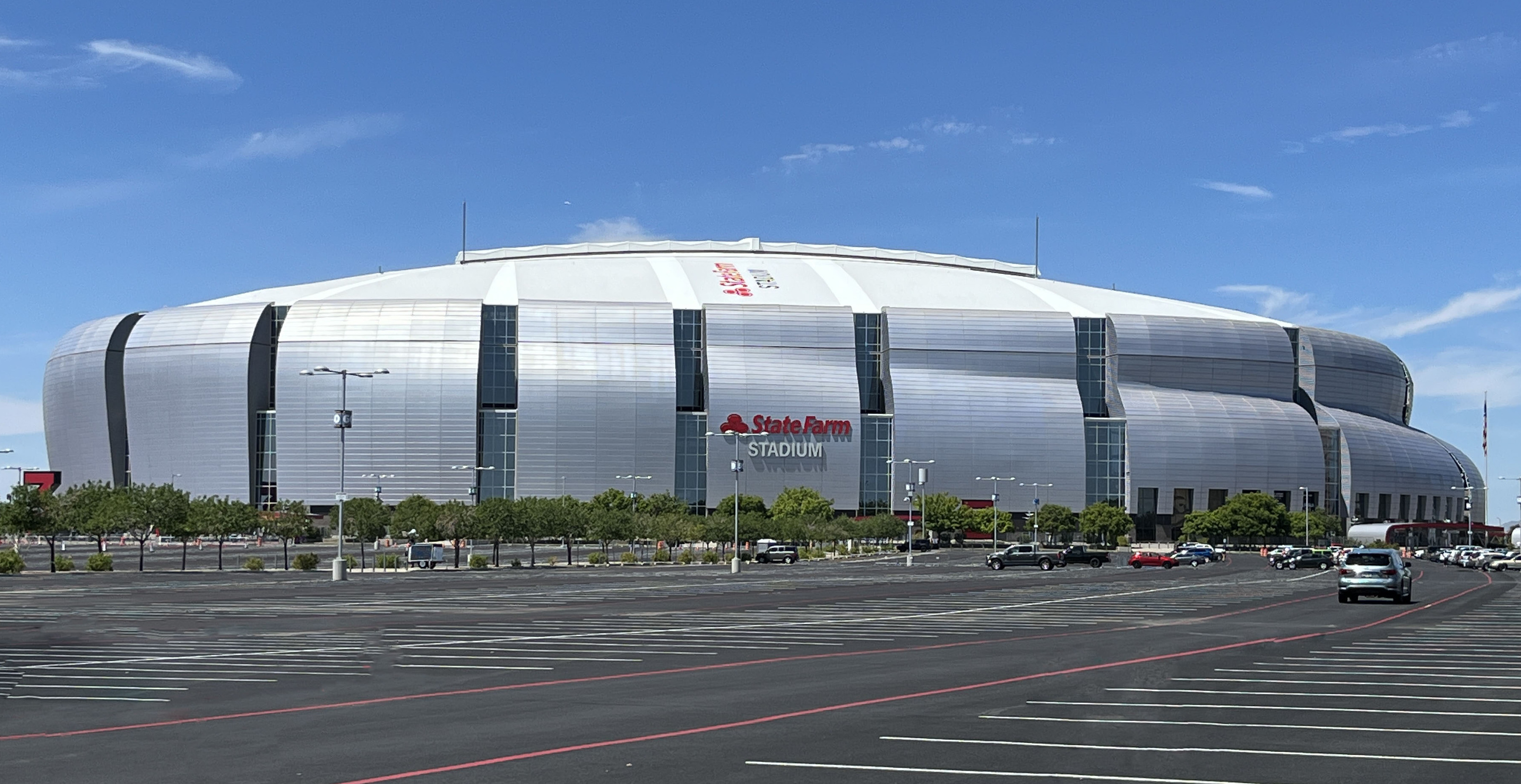
State Farm Stadium

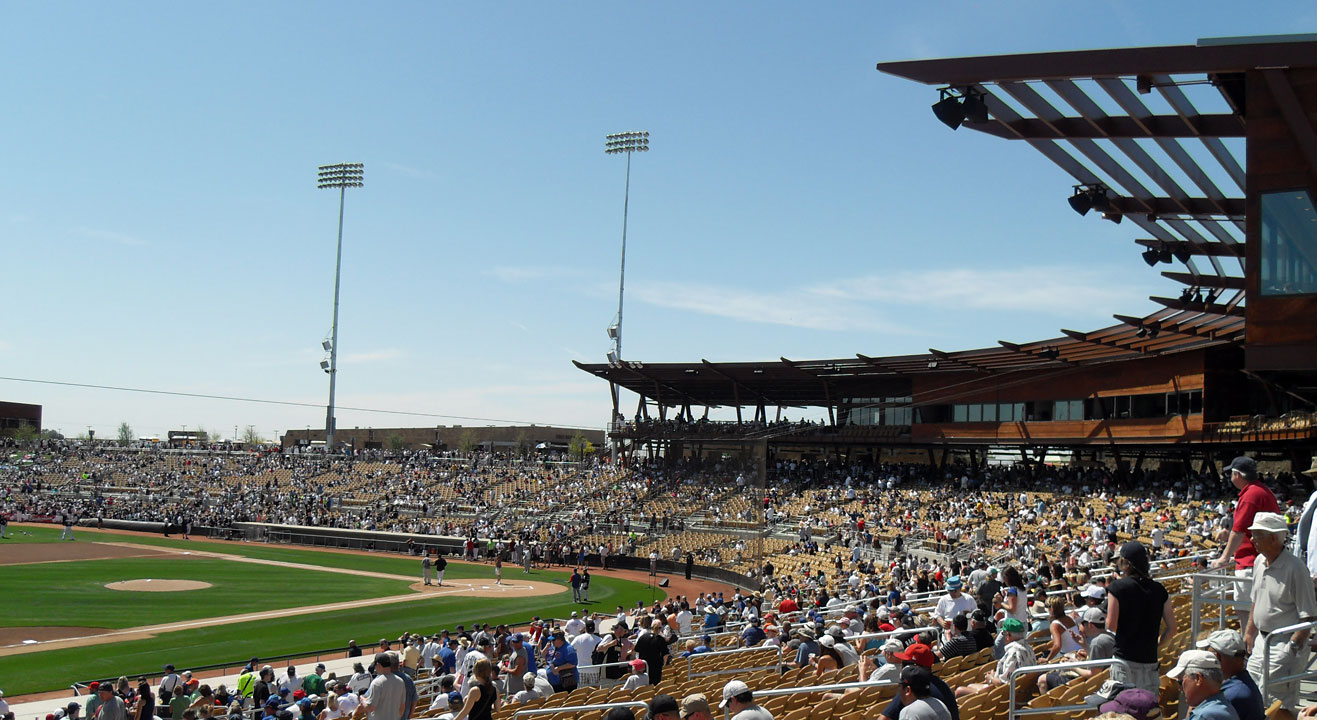
Camelback Ranch

## Demografia
Według danych pięcioletnich z 2021 roku, 64% mieszkańców stanowiła ludność biała (43,6% nie licząc Latynosów), 15% miało rasę mieszaną, 7,2% to czarnoskórzy Amerykanie lub Afroamerykanie, 4,2% to Azjaci, 1,8% to rdzenna ludność Ameryki i 0,2% pochodziło z wysp Pacyfiku. Latynosi stanowili 40,2% ludności miasta.

## Sport
- State Farm Stadium – stadion zespołu futbolu amerykańskiego – Arizona Cardinals
- Arizona Coyotes – klub hokejowy
- Arizona Sting – klub lacrosse
- Jobing.com Arena – hala sportowa / lodowisko

## Miasta partnerskie
- Ørland (Norwegia)
- Memmingen (Niemcy)

## Ludzie urodzeni w Glendale
- Marty Robbins (1925–1982) – piosenkarz i kierowca wyścigowy NASCAR
- Jessica McDonald (ur. 1988) – reprezentantka USA w piłce nożnej
- Craig Mabbitt (ur. 1987) – piosenkarz
- Tage Thompson (ur. 1997) – hokeista